# أولاد الحناوي (صاكة)
أولاد الحناوي هي إحدى مشيخات المملكة المغربية، تتبع جغرافيا لإقليم جرسيف وإداريًا لصاكة. يقدر عدد سكانها بـ 1302 نسمة حسب الإحصاء الرسمي للسكان والسكنى لسنة 2004.